# Megaesthesius
Megaesthesius is een geslacht van kreeftachtigen uit de klasse van de Malacostraca (hogere kreeftachtigen).

## Soorten
- Megaesthesius sagedae Rathbun, 1909
- Megaesthesius westralia Davie, 2013
- Megaesthesius yokoyai Sakai, 1939